# Trzy Świnki
Trzy Świnki (niem. Sausteine, czes. Svinské kameny) – grupa zamczysk skalnych położona w Sudetach Zachodnich, w paśmie Karkonoszy, znajdująca się na południowych stokach Szrenicy, na początku Drogi Przyjaźni Polsko-Czeskiej.

## Charakterystyka
Wysokość skałek dochodzi do 8 m. Zbudowane są one z granitu porfirowatego z widocznymi dużymi kremowymi kryształami skaleni. Granit jest gęsto poprzecinany żyłami aplitu, które są gdzieniegdzie spękane w regularną kostkę podobną do szachownicy. Formacje skalne pochodzą najprawdopodobniej jeszcze z okresu plejstocenu, zaś ostateczny kształt nadały im procesy wietrzenia granitu. Procesu te zachodziły wieloetapowo i zależne były od wielu czynników, m.in. lokalnych uwarunkowań klimatycznych (okresowe rozmarzanie), występowanie roślinności czy zawartość minerałów łatwiej ulegających erozji.

## Legendy związane z powstaniem
Podobnie jak w przypadku innych skałek w Karkonoszach, istnieje również legenda związana z powstaniem Trzech Świnek. Opowiada ona o Liczyrzepie, który pewnego razu najął się jako pomocnik w gospodarstwie do wypasu świń. Kiedy przyszedł czas wypłaty, chciwy gospodarz nie chciał jednak dać Liczyrzepie pieniędzy i ukrył trzy świnie chcąc oskarżyć go o ich stratę w trakcie wypasu, i w ten sposób uniknąć płatności. Duch Gór przejrzał jednak zamiary nieuczciwego gospodarza i przywiódł go na miejsce, gdzie ten wcześniej ukrył zwierzęta. Następnie nadymał trzy świnie tak, że pękły, a na koniec zamienił je w kamienie.

## Turystyka i ochrona przyrody
Skałki znajdują się po obu stronach granicy państwowej, w obrębie dwóch parków narodowych – w Polsce jest to Karkonoski Park Narodowy (KPN) i w Czechach Krkonošský národní park (KRNAP). Tuż przy skałkach wiedzie czerwony szlak (z Hali Szrenickiej), niedaleko wiedzie też zielony szlak (ze Szrenickiej Skały). W odległości około 10 minut piechotą znajduje się szczyt Szrenicy i schronisko. Nieco poniżej (idąc szlakiem w kierunku Łabskiego Szczytu) położona jest Mokra Przełęcz, a ponad nią kolejna granitowa skałka – Twarożnik.

## Szlaki turystyczne
- Droga Przyjaźni Polsko-Czeskiej Szklarska Poręba – Trzy Świnki – Równia pod Śnieżką
- Ścieżka nad Reglami Rozdroże Izerskie – Trzy Świnki – Przełęcz Karkonoska[6]

## Galeria

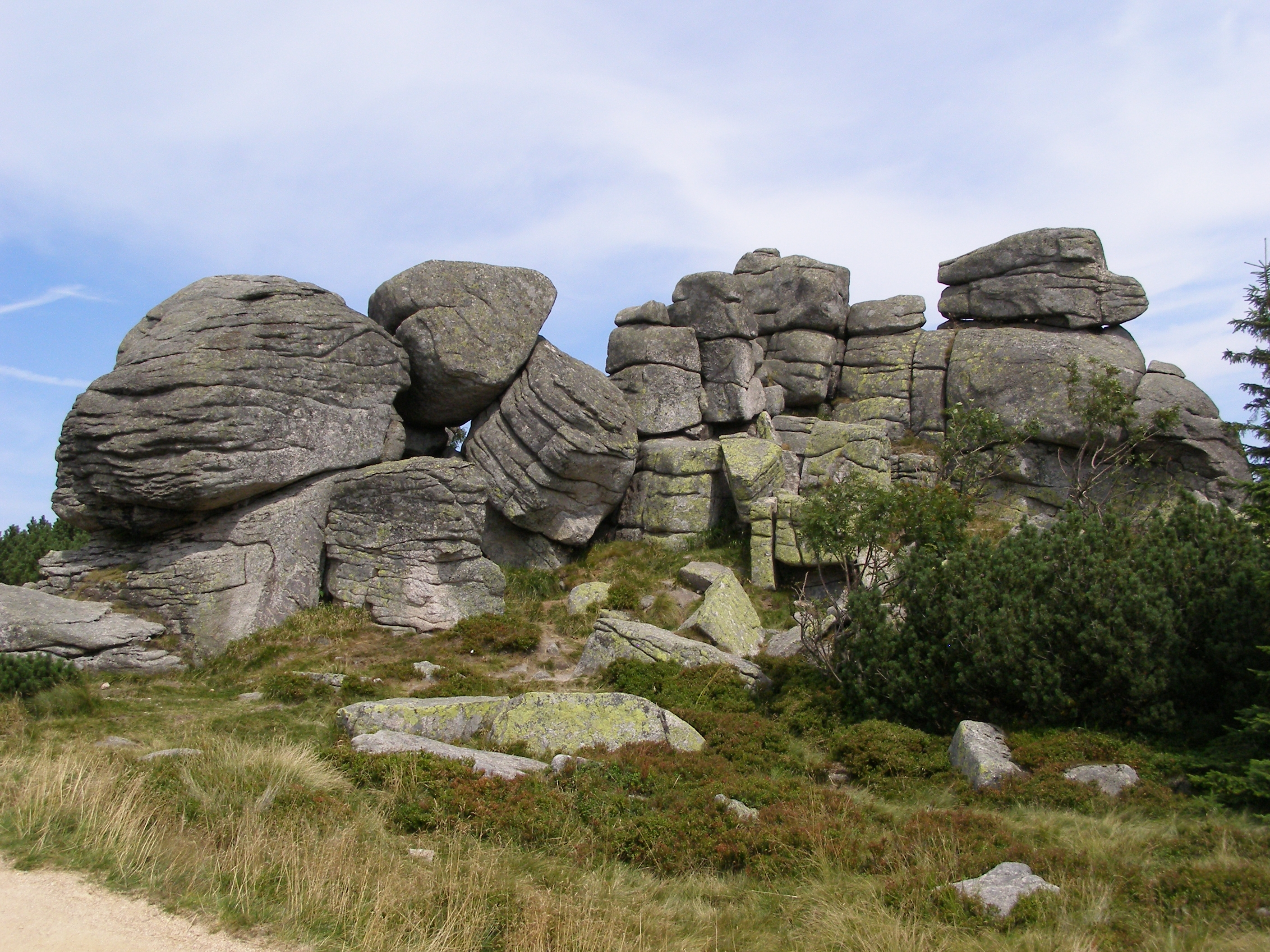
Skałki po polskiej stronie
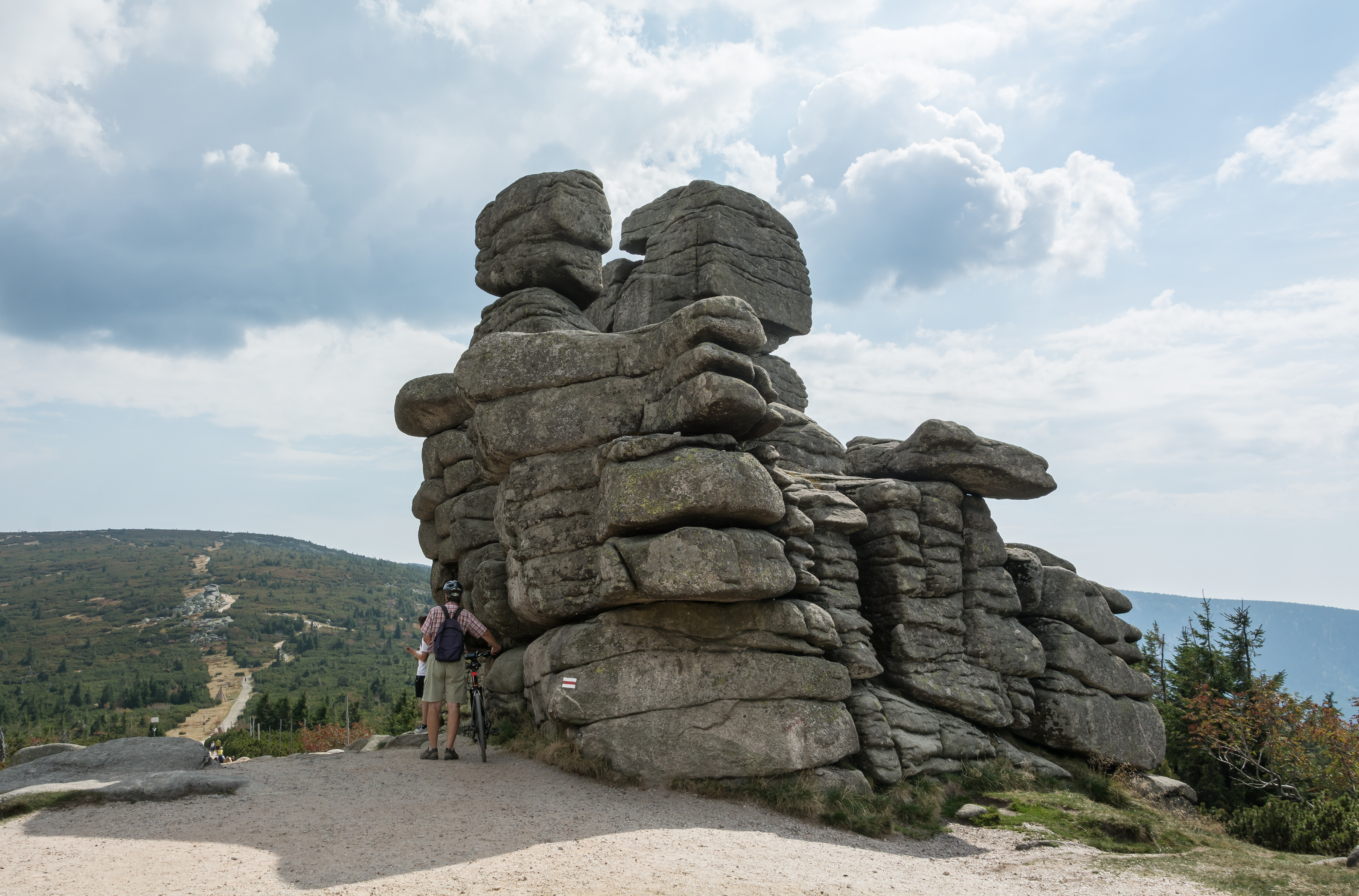
Skałki po czeskiej stronie
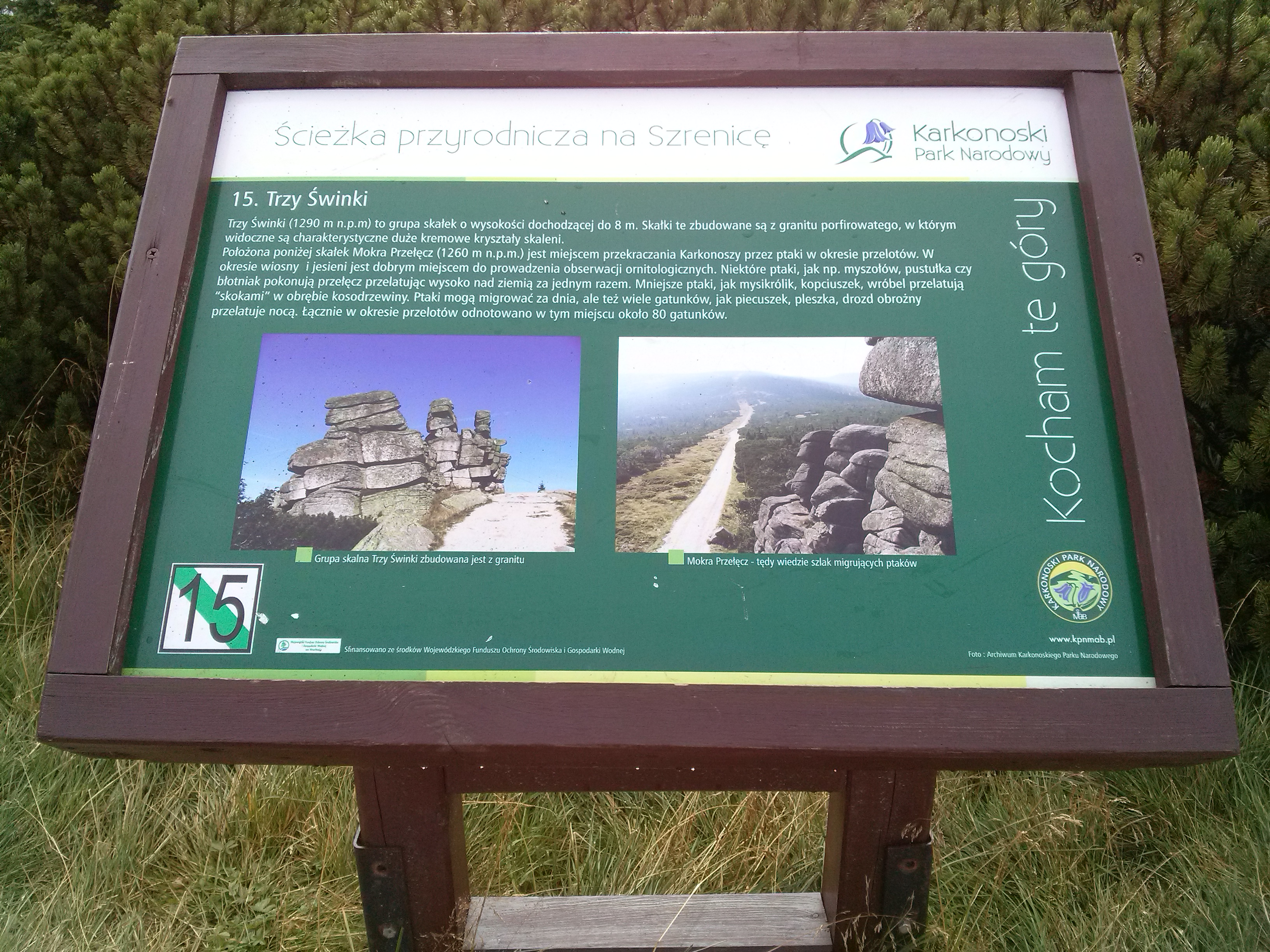
Tablica informacyjna in situ